# Huracán Erin (2001)
El huracán Erin fue la tormenta de mayor duración de la temporada de huracanes del Atlántico de 2001. La sexta depresión tropical, quinta tormenta tropical, y primer huracán, se formó a partir de una onda tropical el 1 de septiembre. Después de fortalecerse para llegar a vientos de tormenta tropical de 95 km/h se dirigió al oeste-noroeste, las cizalladuras debilitaron a Erin y causaron que se disipara el 5 de septiembre. Los remanentes se reorgarnizaron formando una depresión tropical al día siguiente, y Erin se fortaleció en huracán el 9 de septiembre mientras mantenía dirección noroeste. Este fue el huracán más tardío para ser el primer huracán de la temporada desde el huracán Diana el 10 de septiembre de 1984.